# Neoditomyia farri
Neoditomyia farri är en tvåvingeart som beskrevs av Coher 1996. Neoditomyia farri ingår i släktet Neoditomyia och familjen platthornsmyggor.
Artens utbredningsområde är Jamaica. Inga underarter finns listade i Catalogue of Life.